# 213 Oddział Kozacki
213 Oddział Kozacki (niem. Kosaken-Abteilung 213, ros. 213-й казачий дивизион) – oddział wojskowy Wehrmachtu złożony z Kozaków podczas II wojny światowej.
Na pocz. kwietnia 1942 r. został sformowany 318 Wschodni Dywizjon Konny. Liczył pięć szwadronów. Składał się z Kozaków - b. jeńców wojennych z Armii Czerwonej. Podporządkowano go 213 Dywizji Ochronnej gen. René de l'Homme de Courbière'a. Zwalczał partyzantkę na okupowanej Ukrainie. W listopadzie 1942 r. przemianowano go na 213 Oddział Kozacki. W sierpniu-wrześniu 1943 r. działał w okolicach Czernihowa. Następnie został przeniesiony w rejon Żytomierz-Brody, gdzie podporządkowano go 454 Dywizji Ochronnej gen. Hellmutha Kocha. W grudniu 1943 r. rozformowano go, ale już na pocz. 1944 r. został odtworzony. Do końca wojny działał na froncie wschodnim. W marcu 1945 r. wchodził w skład niemieckiej 4 Armii Pancernej.